# MAD (magazin)
A MAD egy szatirikus humoráról ismert amerikai magazin. A magazin kiadója a DC Entertainment.

## Története

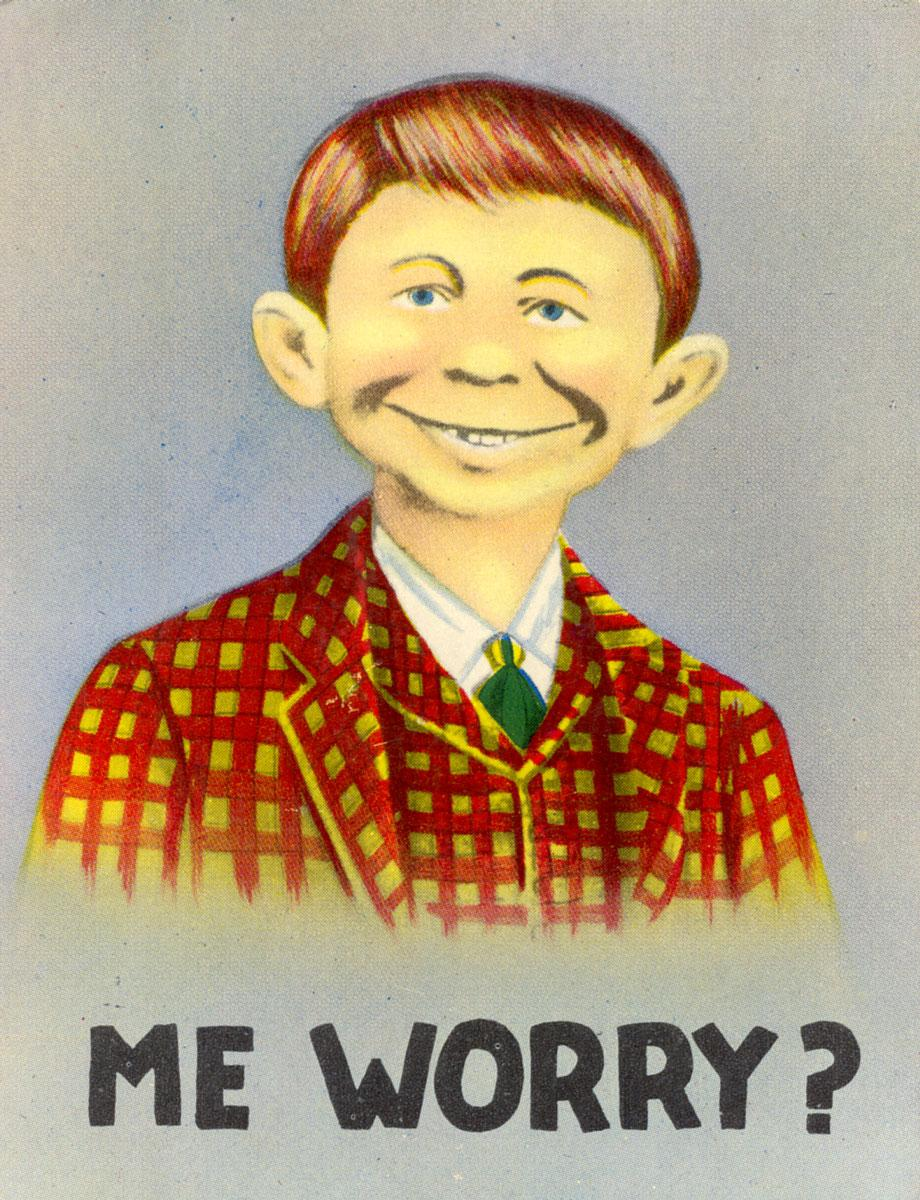
Alfred E. Neuman

A magazint 1952-ben alapították. Címlapján gyakran jelent meg az Alfred E. Neuman névre hallgató foghíjas figura.
2018-ban, a szerkesztőség költözésével párhuzamosan újraindították a magazint az 1. számmal.
2019-ben felröppentek a pletykák egy esetleges bezárásról. A MAD rajzolói, David DeGrand és Evan Dorkin a Twitteren erősítették meg a pletykákat a magazin bezárásáról. Korábban Dan Telfer, a magazin egyik vezető szerkesztője jelezte, hogy elbocsátották. A magazin továbbra is kiadásra kerül, de új tartalmakat esetleges kivételektől eltekintve nem közöl.

## Magyarországon
A MAD magyarországi megfelelője a Kretén nevű humormagazin volt, amely 1994 és 2009, majd 2019 és 2020 között jelent meg. Karikatúrákon és rövid írásokon kívül számos képregényt is közölt. A századik, utolsó száma 2009 végén jelent meg.
Jelentős fordulatot hozott a Kretén 4. száma, amelyben először sikerült a lapot ihlető MAD magazinból olyan klasszikus képregényeket és más humoros anyagokat beszerezni, mint Don Martin, Sergio Aragonés és Duck Edwing munkái. A következő évtől kezdve a lap többször is „A Kretén bemutatja a MAD-et” címen, mintegy különkiadásként jelent meg, kizárólag a nagy amerikai testvérlapból válogatott anyagokkal.
1997-től 2001-ig külön magazinként volt kapható a magyar MAD, a Kreténhez hasonlóan az Adoc-Semic kiadásában.

## Főszerkesztői
- Harvey Kurtzman (1952–56)
- Al Feldstein (1956–84)
- Nick Meglin (1984–2004)
- John Ficarra (1984–2017)
- Bill Morrison (2018–19)